# IPhone 5c
De iPhone 5c is een smartphone ontworpen en op de markt gebracht door Apple Inc.
Op 10 september 2013 werd de iPhone 5c door Apple geïntroduceerd. De iPhone 5c wordt sinds 20 september 2013 verkocht in de Verenigde Staten, Canada, het Verenigd Koninkrijk, Frankrijk, Duitsland, Australië, Japan, Hongkong, China en Singapore. Op 27 september 2013 volgde de rest van de landen waar Apple actief is.
De iPhone 5c heeft een Apple A6-chip en een 8 megapixelcamera.

## Functies
De iPhone 5c werd aangekondigd op 10 september 2013 tijdens een speciaal evenement in San Francisco. De iPhone 5c is verkrijgbaar in de kleuren blauw, groen, roze, geel en wit wordt geleverd met iOS 7 en is verkrijgbaar als 8GB-, 16GB- en 32GB-model.

## Specificaties[1]
| Scherm                | Beelddiagonaal van 4" (10,2 cm), resolutie van 1136 bij 640 pixels. Scherm gebruikt een multitouch-touchscreentechnologie. Met 326 ppi. Scherm gebruikt de Retina-technologie van Apple. |
| Grootte               | 124,4 × 59,2 × 8,97 mm |
| Gewicht               | 132 gram |
| Besturingssysteem     | iOS 7 (voorgeïnstalleerd), 7.x, 8.x, 9.x, 10.x |
| Verbindingen          | Met de computer via een Lightning-dockconnector, wifi, Bluetooth |
| Netwerken             | GSM/GPRS/EDGE (850, 900, 1800, 1900 MHz), UMTS/HSPA+/DC-HSDPA (850, 900, 1900, 2100 MHz) LTE (Banden 1, 2, 3, 5, 7, 8, 20)                                                               |
| Capaciteit            | 8, 16 of 32 GB intern, niet uitbreidbare opslag. |
| Batterij              | Ingebouwd herlaadbare lithium-ionbatterij. Beltijd: 10 uur op 3G. Internet: 8 uur op 3G, 10 uur op wifi. Audio: 40 uur, video: 10 uur. In stand-by: 250 uur.                             |
| Camera                | Achterkant: 8,0 megapixel, foto en film (1080p) (30 fps), gezichtsherkenning, videostabilisatie, en ledflash. Voorkant: 1,2 MP foto's, 720p video's                                      |
| Kleur                 | Wit, roze, geel, blauw of groen |
| Levering              | VS: 20 september 2013 (16GB- en 32GB-model) - Benelux: 25 oktober 2013 (16GB- en 32GB-model) - Verschillende Europese landen: 18 maart 2014 (8GB-model)                                  |
| Huidige ondersteuning | iOS 10.3.3 Tevens de laatste ondersteunde versie |